# Bora Muzhaqi
Bora Muzhaqi (nascida a 11 de março de 1990) é uma política albanesa. No dia 10 de setembro de 2021 foi nomeada Ministra de Estado para a Juventude no governo albanês. Muzhaqi formou-se em economia em 2012 pela London School of Economics and Political Science em Londres, e depois fez um mestrado também em Londres, na HULT International Business School, na área de Negócios Internacionais.